# 24時間テレビ 愛は地球を救う22
『24時間テレビ22 「愛は地球を救う」  伝えたい…夢のちから!』（24じかんテレビ22 「あいはちきゅうをすくう」 つたえたい…ゆめのちから）は、日本テレビにて1999年8月21日（土曜）18:00 - 8月22日（日曜）19:30（JST）まで生放送された22回目の『24時間テレビ』である。

## 概要
- 次番組が野球中継を放送する為、放送時間は昨年より60分早い18:00に始まり、昨年より26分早い19:30に終了した。
- 同年、NNN系列の静岡第一テレビの「CM未放送問題」が発覚、民放連からの除名処分及び日本テレビネットワーク協議会からの無期限会員資格停止処分を受ける事態が発生し、静岡第一テレビのローカル枠の放映や番組制作の参加も取り止め、静岡第一テレビ局舎前で例年開催されていたイベント等も一切自粛。街頭募金についても、規模を大幅に縮小した上での実施を余儀なくされる事態となった。ローカル枠の放送自粛の際は日本テレビからの映像をネットする形での静岡県内での放映となった。｢チャリティーのお知らせ｣については、静止画像に静岡第一テレビのアナウンサーがナレーションを行った事前に収録したスポット映像を放送し、静岡県内の募金会場やその他の募金方法を紹介することで対処した。CM未放送問題については当該項目を参照。

## 出演者

### 総合司会
- 徳光和夫
- 笛吹雅子（当時・日本テレビアナウンサー）

### チャリティーパーソナリティー
- SPEED

### 番組パーソナリティー
- KONISHIKI
- 爆笑問題（田中裕二・太田光）

### チャリティーマラソンランナー
- 錦野旦

## スタッフ
- 構成：浜田悠、田中直人 / 沢口義明、森和盛、水谷和彦、村上知行、富沢栄司、大村たかゆき、高梨武志、坂本茜、高草木靖治、林勢津子、吉田康子、関根清貴

日本武道館
- - テクニカルディレクター：勝見明久
  - スイッチャー：江村多加司、高月滋、松村興、小林宏義
  - カメラ︰望月達史、高木冬夫、蔦佳樹、矢込宏敬、水梨潤、黒木貴博、工藤恂児、角田洋子、保刈寛之、荻野高康、鈴木啓祐、寺西賢治、田代義昭、飯山孫八、落合弘祐、村上新郷、遠藤慎治、山内剛、木藤和久、南良郎、遠藤文章、田口勝夫、泉博司、宮崎和久、安藤康一、吉田健治、茅野竜徳、樋山恵
  - 音声︰村上正、加賀金重郎、新名大作、今村公威、山口裕司、北野亮、木田哲治、大竹弘一、赤沼一男、高木哲郎
  - VE︰青木健二、佐治佳一、杉本裕治、室田孝昭、原泰造、川又志津、各務裕之、平野和宏、岩井康仁
  - 照明︰川崎吉男、北村裕司、高橋明宏
  - 美術：久保玲子、塚越千恵、本田恵子、野村武司、栗田寛、田川省信、近藤純子
  - マルチモニターSW：山口博之、松崎雅博、大野光浩、望月祐歌、望月利晋、石坂完爾、中村徹、新美伯、柳登志和、高安彰
  - TK・DSS：中村ひろ子、井﨑綾子、阿部直子、矢島由紀子、大岡伸江、桜井英美子、北須賀恵美、福岡由紀、長谷川和美
  - コーディネーター：内藤智子、光岡裕子、渡辺義人、塚越幸子、加藤智康
  - ステージング：土居甫
  - オーディオ・コーディネーター：鳥飼弘昌
  - 編曲：たかしまあきひこ、永作幸男、しかたたかし
  - 演奏：ガッシュアウト、岡本章生とゲイスターズ、東京音楽事務所
  - コーラス：日本テレビタレントセンター / フィジー、ミュージックメン、ミュージッククリエイション
  - 歌唱指導：橋本賀代子
  - アシスタント：日本テレビイベントコンパニオン
  - FAX：小山正、井原亮子
  - フロアディレクター：舟澤謙二、長谷川賢一、杉岡士朗、竹田次彦、田口正樹、高橋康之、川邊昭宏、原司
  - ディレクター：森實陽三、大武智治、斎藤政憲、南波昌人
  - プロデューサー：土屋泰則、柴田哲史、渡辺満子、宮木宣嗣、西牟田知男、松岡至 / 河野直樹、江尻直孝、加藤晋也、鈴木昌利、髙田優美、長濱薫、神尾育代

ありがとう20世紀
- - ディレクター：中谷聡 / 米川昭吾、丸山信也、滝田朋之、畑山あゆみ、鈴木康正、岡野敬介、吉峯美和、杉田文彦、河野英裕、木曽守、鈴木勇次 / 鈴木守、小島俊一
  - 制作進行：安藤優子、木元薫
  - プロデューサー：和田隆、日向野明
  - 演出：松井昂史、近澤駿
  - 協力：三笠鉄道記念館、UPI・サン

ナイナイの夢の映像大遭遇
- - 構成：詩村博史、野尻靖之、大前典子、木村賢一、金森匠、鈴木浩介、福地邦夫
  - テクニカルディレクター：貫井克次郎
  - 音効：古川直樹
  - TK：西岡八生子
  - 制作進行：所俊輔、高家宏明、鈴木美江子
  - ディレクター：北澤毅、若林愛美、下村忠文、中屋満、國弘明子、市川浩崇、長嶺望、桃井隆宏、諏訪一三、藤原重孝、荻原博喜、石井博、渡辺宏、野田義人、島津克裕
  - 演出：石田昌浩、伊藤慎一、岩崎泰治
  - プロデューサー：須沼望、松崎聡男、山田克也、今倉一正、難波利昭、荻原伸之、中村篤、渡辺一裕
  - チーフプロデューサー：桜田和之、笹尾敬子
  - 協力：NNN

爆笑問題の大名言
- - 構成：高橋洋二、小野高義、YAS5000
  - テクニカルディレクター：高梨正利
  - 音効：加藤つよし
  - TK：三浦諒子
  - ディレクター：小塩佳宏、奥村竜、市川大作
  - 演出：磯和伸明
  - プロデューサー：藤川和彦、小路丸哲也

笑点
- - テクニカルディレクター：蜂谷道雄
  - 美術：磯村英俊、渡辺勇二、西森眞司
  - ディレクター：大畑仁
  - プロデューサー：鈴木雅人、飯田達哉
  - 構成：新倉イワオ、遠藤佳三、鈴木重夫

日産銀座ギャラリー
- - テクニカルディレクター：正井祥二郎
  - ディレクター：阿部真一郎、福田俊哉、江成真二

24時間マラソン
- - テクニカルディレクター：小椋敏宏、平間良一、田村好彦、原田真次
  - カメラ：戸田聖一郎、秋元乾太郎
  - 音声：川合亮
  - VE：山下崇夫
  - ドライバー：吉沢啓之、丸山哲幹
  - 照明：関仁
  - ヘリコプター：内野航司、横山武彦
  - マラソンコーディネーター：坂本雄次
  - 制作進行：石井秀和、田口美和子
  - ディレクター：中村博行、糸井聖一、前田直彦、納富隆治、東山将之、山崎大介、古山晃、小川明人、野平将美
  - プロデューサー：川邊哲也、阿河朋子
  - プロデューサー・演出：竹内尊実

ふれあい夢の旅
- - ディレクター：碓田千加志、上野真二、糸井峰郎、田代佳弘、松島大悟、花島悟、大八木直、澤田隆昌
  - アシスタントプロデューサー：松本定子、秋山健一郎
  - 演出：栗原甚
  - プロデューサー：天笠ひろ美、須田薫

24時間番組告知
- - ディレクター：佐竹賢一、清野美紀、米田知礼、野村大吾、関恵子、石尾純
  - プロデューサー：佐藤裕昭

KONISHIKIと遠泳に挑戦
- - テクニカルディレクター：牛山雅博、篠原昭浩
  - カメラ：村田陸彦
  - スイッチャー：大本裕司、山根寿彦
  - 音声：木村宏志
  - ディレクター：長島武郎、松山和久、米澤敏克、髙松明央
  - 演出：長谷川勉、上野俊朗
  - プロデューサー：実成俊也、相川弘隆
  - 協力：岡崎竜城スイミングクラブ、関東自動車工業ヨット部、鎌倉サーフライフセイビングクラブ、ヨットレーシングチームKARASU

奇跡の陸上選手権
- - テクニカルディレクター：片柳幸夫
  - 運営：石川京子
  - ディレクター：道坂忠久、塩崎俊雄、笹山純一、木下仁志、磯田修
  - 中継ディレクター：橋本敦、松原正典、山川洋平
  - プロデューサー：山田克也、渡辺一裕
  - 協力：大井スポーツセンター、中国北方航空公司

友情の富士登山
- - テクニカルディレクター：清宏
  - SNG：石渡敏幸
  - TK：坂本幸子
  - ディレクター：高野正樹、中田洋、桜井晴彦
  - 演出：宮本誠臣
  - プロデューサー：川添武明、吉川保志、大森美孝
  - 協力：アトラストレック、富士宮市役所、浅間大社

長なわとび世界記録に挑戦
- - テクニカルディレクター：宮本正則
  - 美術：主藤明
  - ディレクター：成田理、高橋政光、酒井柚香
  - プロデューサー：津嶋徳一（STV）
  - 演出・プロデューサー：古野千秋

K-1スピリット’99
- - テクニカルディレクター：三沢津代志
  - テクニカルマネージャー：古井戸博
  - DサブTD：竹本司
  - DサブMD：市川浩崇
  - 取材ディレクター：谷口欽也、河島正三郎
  - 中継ディレクター：梅垣進、稲垣眞一
  - TK：林たか子
  - 制作進行：北村佳子
  - プロデューサー：今村司
  - 協力：K-1GP事務局

テレビ電話隊
- - 音声：町田和康
  - ディレクター：河村健一郎
  - プロデューサー：岡田泰三、山田泰

24時間テレビナイター
- - 中継プロデューサー：福田泰久
  - 中継ディレクター：松本達夫
  - 中継TD：熨斗賢司

海外リポート
- - ディレクター：赤間佳彦、田中裕樹、三澤隆之、熊谷充史
  - プロデューサー：松尾邦夫、杉村和彦
- 技術テクニカルマネージャー：宮下英俊、鈴木康介
- マイクロコーディネーター：石渡敏幸
- 音声コーディネーター：古川誠一
- 照明コーディネーター：渡辺龍夫
- 音楽効果：小川彦一、村上義行、岩切真由美、吉田茂、島野高一、橋本いずみ、鈴木勉
- 美術：石附千秋
- 広報：河村良子、高橋修之
- VTR・テレシネ：神田洋介、金沢章治、佐藤勝義、岡崎麻子
- SDC・SOC︰三浦勝志、牧野鉄雄、鎌倉和由
- CVセンター︰栗田文恵、植竹邦央、多喜桂子
- 電話機械室︰山崎行雄、尾崎延雄、浅川彦四郎
- アニメーション：やすみ哲夫、秋穂範子、照屋美和子、江野沢柚美
- マスター：山口憲一郎、有賀洋一郎、杉本智哉、須加知也
- 放送進行：根上直行、加辺俊二、田中敦子、太田清美
- CM進行：有坂雅子
- 回線コーディネーター：木村俊一、斉藤章夫、長南聡子
- 技術協力：日本テレビアート、NTV映像センター、日本テレビビデオ、コスモ・スペース、タムコ、共立、バンセイ、千代田ビデオ、テレテック、朝日航洋、田中電気、日本有線テレビ、ジャパンテレビ、明光セレクト、日放、東京音研、MIDGET、さがみエンヂニアリング、トムキャット、日本テレビワーク24、カラーテック、三穂電機、日本テレビ映像、カスト、バリライトアジア、三菱レイヨン
- 協力：日本通運株式会社
- 制作協力：日企、ユニオン映画、NCV、創輝、えすと、ハウフルス、ジッピー、オン・エアー、ザ・ワークス、モスキート、アガサス、TV S!ON、安寿、NTV映像センター、リュウホン、翔テレビジョン、いまじん、マイ・プラン、ワンズワン、日本テレビビデオ、日本テレビエンタープライズ
- 「24時間テレビ」チャリティー委員会事務局：武井英彦 / 伊藤喜三郎、広沢みどり、遠藤治生、野口善平、鈴木恒男、中島尚子、池田裕美
- 警備本部：横山茂幹、有山至、高島修 / 奴賀正美
- 制作本部：平林邦介、藤川昭夫、上島基幸 / 吉岡正敏、島田康生

Kサブ放送本部
- - テクニカルディレクター：石塚功
  - スイッチャー：遠藤裕二、笹山久男、今泉雅晴、坂東秀明
  - VE︰土屋隆、伊東俊哉、江頭恭二、岩本公平
  - 音声︰斉藤勝彦、鈴木詳司、笹川秀男、渡邊勇二、原千尋、松本学
  - TK・DSS：居波初子、石島加奈子、柏木梨佐、山沢啓子、長坂真由美、山本美衣、赤﨑洋子、上田知洋
  - 回線コーディネーター：大空雅彦、田頭悟、西谷政仁、長嶺正俊、船橋麻子、錦織信彦、渡辺一裕、糸井峰郎、松島大悟、伊藤光明、中原芳、首藤由紀子、岩佐直樹、海野大輔
  - マルチモニターSW：大田貴史、蒔田隆史、山下悟
  - 回線：田仲芳幸、河戸憲男
  - ネット局担当：小林景一、満松隆一郎
  - ディレクター：湯元敏浩、大場吾郎、横山裕康、嵓渕有子、脇山浩一
  - 演出：小澤龍太郎
- 制作進行：小峰文子、川上忠洋、高嶋晃子、明石令奈
- 全体進行：東原祐子、斉藤寿
- アートディレクター：浅葉克己
- コピーライター：糸井重里
- プロデューサー：寺内壮、菅沼直樹 / 面高直子
- エグゼクティブディレクター：神戸文彦
- 演出：岩間玄 / 村上和彦、髙橋利之
- 総合プロデューサー：林隆一郎
- 総合演出：大澤雅彦
- チーフプロデューサー：柏木登
- 総指揮：萩原敏雄
- 製作著作：日本テレビ